# Église Saint-Nicolas de Bargème
L'église Saint-Nicolas est située sur la commune de Bargème, dans le département du Var.

## Histoire
L'église est inscrite au titre des monuments historiques depuis le 29 février 1988.

## En savoir plus